# غفلة الأيام (مسلسل)
مسلسل سوري تم انتاجه عام 2008م

## قصة المسلسل
يتناول هذا المسلسل العديد من القضايا المعاصرة وتبدأ أحداث العمل قبل عشر سنوات وبشخصيات تربطها حكايات حب لن يكون الحفاظ عليها يسيراً ما لم يدافع عنها أصحابها فيكون دفاعهم عن عشقهم دفاعاً عن وجوههم وقدرتهم على الاستمرار بالعيش.

## طاقم العمل

### الممثلين
- صباح الجزائري
- عبدالمنعم عمايري
- ريم علي
- سعد مينه
- فايز قزق
- سليم صبري
- هناء نصور
- تيسير إدريس
- جيهان عبدالعظيم
- نضال سيجري
- إمارات رزق
- عبدالرحمن آل رشي
- عبدالرحمن أبو القاسم
- سليم كلاس
- لينا حوارنة
- تولاي هارون
- مجد نعيم
- رشا التقي
- مديحة كنيفاتي
- شيندا خليل

### بقية طاقم العمل
- هوزان عكو. (مؤلف)
- طلال محمود. (مخرج)
- الهيئة العامة للإذاعة والتلفزيون السورية (التلفزيون السوري). (منتج)